# Moskvakanalen
Moskvakanalen (russisk: Кана́л и́мени Москвы́, også kaldet russisk: канал Москва — Волга, dansk: Moskva-Volga-kanalen indtil 1947) er en kanal der forbinder Moskva-floden med hovedvandvejen i europæisk Rusland, Volga. Kanalen ligger i den vestlige del af selve Moskva samt i Moskva oblast. Den forbinder Moskva-floden ved den 191. kilometer fra dens udspring med Volga i byen Dubna. Kanalen er 128 km lang og blev bygget i 1932 til 1937 af gulagfanger.
Takket være denne kanal har Moskva adgang til fem have: Hvidehavet, Østersøen, det Kaspiske Hav, det Azovske Hav og Sortehavet. Derfor kaldes Moskva også "de fem haves havn" (russisk: порт пяти морей). Udover transport bidrager kanalen ligeledes med ca. halvdelen af Moskvas drikkevandsforsyning og bredderne bruges til rekreative områder.